# Mohamed Berrada (homme d'affaires)
Pour les articles homonymes, voir Mohamed Berrada (homonymie) et Berrada.
Mohamed Berrada, né le 12 septembre 1932 à Fès et mort le 16 février 2010 à Paris 13e, est un avocat et homme d'affaires marocain. Il fut avocat à la cour d'appel de Casablanca et directeur de l'Opinion entre 1965 et 1970. 

## Biographie
Lauréat de la Sorbonne, jeune militant du parti de l'Istiqlal, il rejoint en 1961 le cabinet ministériel de Allal El Fassi. En 1965, il fonde sur décision du parti de l'Istiqlal le quotidien L'Opinion. En 1970, il est condamné à un an de prison pour avoir dénoncer la corruption dans le régime de Hassan II. Après neuf mois de détention, il est libéré à la suite d'une grâce royale.
Par ailleurs, il fut fondateur de Colorado, dont son fils Farid Berrada assura la présidence jusqu'à sa mort dans le crash de son avion privé. Après sa mort tragique, son autre fils Souleiman Berrada a pris la direction de l'entreprise. 
Me Mohamed Berrada est mort à Paris en 2010 à l'âge de 78 ans,.